# Makowo (obwód lipiecki)
Makowo (ros. Маково) – wieś (ros. деревня, trb. dieriewnia) w zachodniej Rosji, w sielsowiecie łomigorskim rejonu wołowskiego w obwodzie lipieckim.

## Geografia
Miejscowość położona jest w dorzeczu rzeki Kszeń, 0,5 km od centrum administracyjnego sielsowietu łomigorskiego (Miszyno), 13 km od centrum administracyjnego rejonu (Wołowo), 130 km od stolicy obwodu (Lipieck).
W granicach miejscowości znajduje się ulica Sadowaja (39 posesji).

## Demografia
W 2012 r. miejscowość zamieszkiwały 103 osoby.